# Campeonato Canadense de Patinação Artística no Gelo de 2016
O Campeonato Canadense de Patinação Artística no Gelo de 2016 foi a centésima quinta edição do Campeonato Canadense de Patinação Artística no Gelo, um evento anual de patinação artística no gelo onde os patinadores artísticos competem pelo título de campeão canadense nos níveis sênior, júnior e noviço. A competição foi disputada entre os dias 18 de janeiro e 24 de janeiro, na cidade de Halifax, Nova Escócia.

## Eventos
- Individual masculino
- Individual feminino
- Duplas
- Dança no gelo

## Medalhistas
| Evento                        | Ouro                              | Prata                              | Bronze                                      |
| Sênior                        |                                   |                                    |                                             |
| Individual masculino detalhes | Patrick Chan                      | Liam Firus                         | Kevin Reynolds                              |
| Individual feminino detalhes  | Alaine Chartrand                  | Gabrielle Daleman                  | Kaetlyn Osmond                              |
| Duplas detalhes               | Meagan Duhamel Eric Radford       | Julianne Séguin Charlie Bilodeau   | Lubov Iliushechkina Dylan Moscovitch        |
| Dança no gelo detalhes        | Kaitlyn Weaver Andrew Poje        | Piper Gilles Paul Poirier          | Élisabeth Paradis François-Xavier Ouellette |
| Júnior                        |                                   |                                    |                                             |
| Individual masculino          | Joseph Phan                       | Edrian Paul Celestino              | Christian Reekie                            |
| Individual feminino           | Sarah Tamura                      | Alicia Pineault                    | Megan Yim                                   |
| Duplas                        | Hope McLean Trennt Michaud        | Bryn Hoffman Bryce Chudak          | Allison Eby Brett Varley                    |
| Dança no gelo                 | Mackenzie Bent Dmitre Razgulajevs | Marjorie Lajoie Zachary Lagha      | Melinda Meng Andrew Meng                    |
| Noviço                        |                                   |                                    |                                             |
| Individual masculino          | Stephen Gogolev                   | Matthew Markell                    | Bruce Waddell                               |
| Individual feminino           | Aurora Cotop                      | Olivia Gran                        | Natalie D'Alessandro                        |
| Duplas                        | Jamie Knoblauch Cody Wong         | Katrina Lopez Kurtis Schreiber     | Hannah Dawson Daniel Villeneuve             |
| Dança no gelo                 | Olivia Han Grayson Lochhead       | Alicia Fabbri Claudio Pietrantonio | Irina Galiyanova Tommy Tang                 |

## Resultados

### Sênior

#### Individual masculino
| Pos.              | Nome                              | Pontos | PC         | PL          |
| ----------------- | --------------------------------- | ------ | ---------- | ----------- |
| Medalha de ouro   | Patrick Chan                      | 295.67 | 103.58 (1) | 192.09 (1)  |
| Medalha de prata  | Liam Firus                        | 237.20 | 78.87 (2)  | 158.33 (3)  |
| Medalha de bronze | Kevin Reynolds                    | 236.18 | 77.65 (3)  | 158.53 (2)  |
| 4                 | Nam Nguyen                        | 227.69 | 76.04 (5)  | 151.65 (4)  |
| 5                 | Nicolas Nadeau                    | 226.56 | 75.22 (6)  | 151.34 (5)  |
| 6                 | Keegan Messing                    | 221.50 | 77.20 (4)  | 144.30 (6)  |
| 7                 | Elladj Baldé                      | 210.01 | 69.02 (7)  | 140.99 (7)  |
| 8                 | Bennet Toman                      | 207.89 | 67.90 (8)  | 139.99 (9)  |
| 9                 | Roman Sadovsky                    | 204.59 | 64.17 (9)  | 140.42 (8)  |
| 10                | Anthony Kan                       | 177.48 | 58.18 (11) | 119.30 (10) |
| 11                | Christophe Belley                 | 175.77 | 58.17 (12) | 117.60 (12) |
| 12                | Shaquille Davis                   | 174.33 | 61.81 (10) | 112.52 (14) |
| 13                | Mitchell Gordon                   | 173.64 | 54.72 (14) | 118.92 (11) |
| 14                | Dustin Sherriff-Clayton           | 168.76 | 54.29 (16) | 114.47 (13) |
| 15                | Laurent Guay                      | 165.37 | 54.69 (15) | 110.68 (15) |
| 16                | Jack Kermezian                    | 155.06 | 52.93 (18) | 102.13 (16) |
| 17                | Samuel Angers                     | 147.33 | 53.12 (17) | 94.21 (17)  |
| 18                | Daniel-Olivier Boulanger-Trottier | 143.25 | 56.96 (13) | 86.29 (18)  |

#### Individual feminino
| Pos.              | Nome                  | Pontos | PC         | PL         |
| ----------------- | --------------------- | ------ | ---------- | ---------- |
| Medalha de ouro   | Alaine Chartrand      | 201.99 | 68.81 (2)  | 133.18 (2) |
| Medalha de prata  | Gabrielle Daleman     | 197.99 | 64.44 (3)  | 133.55 (1) |
| Medalha de bronze | Kaetlyn Osmond        | 197.87 | 70.63 (1)  | 127.27 (3) |
| 4                 | Véronik Mallet        | 171.86 | 60.01 (4)  | 111.85 (4) |
| 5                 | Michelle Long         | 154.28 | 49.90 (9)  | 104.38 (5) |
| 6                 | Larkyn Austman        | 152.87 | 53.87 (5)  | 99.00 (6)  |
| 7                 | Roxanne Rheault       | 148.51 | 51.34 (6)  | 97.17 (7)  |
| 8                 | Eri Nishimura         | 137.76 | 51.08 (7)  | 86.68 (8)  |
| 9                 | Kim DeGuise Léveillée | 133.86 | 50.88 (8)  | 82.98 (9)  |
| 10                | Kelsey Wong           | 131.99 | 49.02 (10) | 82.97 (10) |
| 11                | Jane Gray             | 124.55 | 48.01 (11) | 76.54 (14) |
| 12                | Valérie Bergeron      | 123.76 | 45.87 (15) | 77.89 (13) |
| 13                | Emma Cullen           | 121.82 | 46.76 (13) | 75.06 (15) |
| 14                | Véronique Cloutier    | 120.80 | 41.53 (17) | 79.27 (11) |
| 15                | Stephie Walmsley      | 120.62 | 42.35 (16) | 78.27 (12) |
| 16                | Selena Zhao           | 118.43 | 47.76 (12) | 70.67 (16) |
| 17                | Justine Belzile       | 116.51 | 46.73 (14) | 69.78 (17) |
| 18                | Valérie Giroux        | 107.62 | 38.49 (18) | 69.13 (18) |

#### Duplas
| Pos.              | Nome                                    | Pontos | PC        | PL         |
| ----------------- | --------------------------------------- | ------ | --------- | ---------- |
| Medalha de ouro   | Meagan Duhamel / Eric Radford           | 221.75 | 73.03 (1) | 148.72 (1) |
| Medalha de prata  | Julianne Séguin / Charlie Bilodeau      | 211.40 | 69.73 (2) | 141.67 (2) |
| Medalha de bronze | Lubov Ilyushechkina / Dylan Moscovitch  | 204.22 | 69.50 (3) | 134.72 (3) |
| 4                 | Kirsten Moore-Towers / Michael Marinaro | 183.58 | 59.67 (4) | 123.91 (4) |
| 5                 | Vanessa Grenier / Maxime Deschamps      | 171.51 | 59.44 (5) | 112.07 (5) |
| 6                 | Brittany Jones / Josh Reagan            | 163.23 | 56.12 (6) | 107.11 (6) |
| 7                 | Shalena Rau / Sebastian Arcieri         | 159.75 | 53.37 (7) | 106.38 (7) |
| 8                 | Hayleigh Bell / Rudi Swiegers           | 140.23 | 41.35 (8) | 98.88 (8)  |

#### Dança no gelo
| Pos.              | Nome                                          | Pontos | PC         | PL         |
| ----------------- | --------------------------------------------- | ------ | ---------- | ---------- |
| Medalha de ouro   | Kaitlyn Weaver / Andrew Poje                  | 191.73 | 76.20 (1)  | 115.53 (1) |
| Medalha de prata  | Piper Gilles / Paul Poirier                   | 179.82 | 70.63 (2)  | 109.19 (2) |
| Medalha de bronze | Élisabeth Paradis / François-Xavier Ouellette | 165.83 | 63.03 (4)  | 102.80 (3) |
| 4                 | Alexandra Paul / Mitchell Islam               | 165.61 | 68.30 (3)  | 97.31 (4)  |
| 5                 | Nicole Orford / Asher Hill                    | 156.37 | 61.46 (5)  | 94.91 (5)  |
| 6                 | Andréanne Poulin / Marc-André Servant         | 146.33 | 55.62 (7)  | 90.71 (6)  |
| 7                 | Brianna Delmaestro / Timothy Lum              | 145.67 | 57.60 (6)  | 88.07 (7)  |
| 8                 | Carolane Soucisse / Simon Tanguay             | 141.12 | 53.19 (10) | 87.93 (8)  |
| 9                 | Catherine Daigle-Roy / Dominic Barthe         | 137.71 | 54.09 (9)  | 83.62 (9)  |
| 10                | Lauren Collins / Shane Firus                  | 135.52 | 54.67 (8)  | 80.85 (10) |
| 11                | Roxette Howe / Jean Luc Jackson               | 118.65 | 46.31 (11) | 72.34 (11) |
| 12                | Alexa Linden / Addison Voldeng                | 108.33 | 36.73 (13) | 71.60 (12) |
| 13                | Jocelyn LeBlanc / Danny Seymour               | 103.55 | 40.52 (12) | 63.03 (13) |
| 14                | Elysia-Marie Campbell / Philippe Granger      | 94.81  | 33.54 (14) | 61.27 (14) |